# Öster-Långtjärnen, Härjedalen
Öster-Långtjärnen är en sjö i Bergs kommun i Härjedalen och ingår i Ljungans huvudavrinningsområde.